# 3976 Lise
3976 Lise (1983 JM) là một tiểu hành tinh vành đai chính được phát hiện ngày 6 tháng 5 năm 1983 bởi N. G. Thomas ở Flagstaff (AM).